# Ригель, Ханс (старший)
Иоганн «Ханс» Ригель—старший (3 апреля 1893, Фрисдорф (пригород Бонна) — 31 марта 1945 года) — немецкий бизнесмен, основатель компании «Haribo», специализирующейся на производстве жевательного мармелада. Изобретатель мармеладных мишек.

## Биография
Ханс Ригель был сыном Питера и Агнес Ригель. После окончания частной католической гимназии в Бонне, он пять лет стажировался в качестве кондитера в том же городе в компании «Kleutgen&Meier» (позднее эта компания была куплена созданной Ригелем компанией «Haribo»).
После Первой мировой войны Ганс Ригель работал кондитером в компании «Heinen», где в дальнейшем стал управляющим партнёром, после чего компания стала называться «Heinen & Riegel».
В 1920 году 27-летний Ханс Ригель основал свою собственную компанию — «Haribo». Название компании представляет собой сокращение фразы «Ханс Ригель, Бонн» (нем. Hans Riegel, Bonn). Компания была официально зарегистрирована в боннском торговом реестре 13 декабря 1920 года.
Для размещения производства Ригель купил дом на Бергштрассе в Кессенихе (район Бонна), где начал производство сладостей на обыкновенной кухне с печью и медным котлом. Первоначально, Ханс Ригель был единственным сотрудником собственной компании. По легенде, которую рассказывал сам Ригель, после расходов на покупку дома ему хватило денег только на один мешок сахара, а вся дальнейшая работа компании «Haribo» напрямую зависела от успешной реализации первой партии сладостей — без этого просто оказалось бы невозможным приобретение следующего мешка.
В 1921 году Ханс Ригель женился на Гертруде Вианден, которая стала вторым сотрудником. Примерно в это же время Ханс Ригель изобрёл мармеладных мишек, которые производились из сахара, гуммиарабика (позже замененного желатином), подкислителей и ароматизаторов. Мармеладные мишки пришлись по вкусу жителям Бонна, и Ригель получал многочисленные заказы. Мишек клиентам развозила на велосипеде его жена.
В 1923 году у пары родился сын, Ханс Ригель—младший. За ним в 1924 году родились дочь Анита (ум. 2004), а в 1926 году сын Пауль (ум. 2009).
К началу Второй мировой войны число сотрудников компании «Haribo» выросло до 400 человек. Несмотря на многочисленные сложности, компания смогла пережить войну, однако сам Ханс Ригель не дожил до её окончания. Он скончался в Бонне 31 марта 1945 года и был похоронен там же на кладбище Зюдфридхоф. Компанию унаследовал его сын, Ханс Ригель—младший, который управлял ей вплоть до своей смерти в возрасте 90 лет в 2013 году.
8 октября 1956 года именем Ханса Ригеля-старшего была названа улица Ханс-Ригель-Штрассе в боннском районе Кессених.